# Aderpas obliquefasciatus
Aderpas obliquefasciatus là một loài bọ cánh cứng trong họ Cerambycidae.